# Basílica de San Patricio (Montreal)
La Basílica de San Patricio (en francés: Basilique Saint-Patrick de Montréal) Es una basílica menor católica en el bulevar de René-Lévesque en el centro de Montreal, Quebec, al este de Canadá.
La iglesia es conocida por sus vínculos históricos con la comunidad irlandesa canadiense. San Patricio celebró su 150 aniversario en 1997. Los católicos de habla inglesa se reunieron por primera vez en Montreal en la iglesia Notre-Dame-de-Bon-Secours en el Viejo Montreal; Sin embargo, su número fue aumentado por la llegada masiva de inmigrantes irlandeses alrededor de 1817. Inicialmente fueron trasladados a la Iglesia de los Recoletos (franciscanos franceses) en 1825, pero en 1841 ascendían a 6.500 y ya no podían ser acomodados.
El gobierno de Quebec designó a la iglesia un monumento histórico el 10 de diciembre de 1985. También ha sido designado un Lugar Histórico Nacional de Canadá.
El 4 de abril de 1985 el gobierno de Quebec consideró la iglesia como un monumento histórico y en 1996 fue nombrado un sitio histórico nacional de Canadá.
El día de San Patricio, el 17 de marzo de 1989, la iglesia fue promovida al estatus de una basílica menor por Juan Pablo II, a petición de Paul Grégoire, cardenal arzobispo de Montreal.

## Véase también

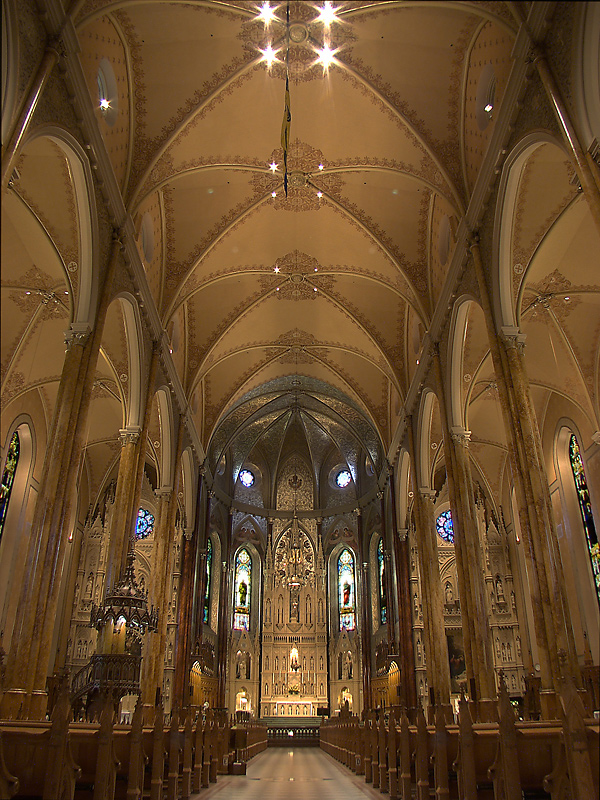
Vista interna